# Cordell Mosson
Cordell Mosson (16. října 1952 – 18. dubna 2013) byl americký baskytarista. Na počátku sedmdesátých let působil spolu s Garrym Shiderem ve skupině United Soul. Skupinu objevil George Clinton a oba členy později (nejprve produkoval jejich nahrávky) pozval do svého projektu Parliament-Funkadelic. V roce 1994 se skupinou vystupoval ve filmu PCU. Zemřel na selhání jater ve věku 60 let.